# ディア・ウェンディ
『ディア・ウェンディ』（Dear Wendy）は、トマス・ヴィンターベア監督が2005年に製作したデンマークの映画。

## 概要
『ドッグヴィル』で非寛容、『マンダレイ』で奴隷制度をテーマにアメリカ社会を描いたラース・フォン・トリアーが脚本を担当し、トリアーとともに1995年に「ドグマ95」を発表したトマス・ヴィンターベアが監督した。
本作では、ふとしたきっかけで手にした銃に翻弄されるアメリカの若者たちを描いている。

## ストーリー
舞台はとある小さな炭鉱町。スーパーで働く青年ディックは、炭鉱が苦手な自分に劣等感を抱いていた。ある日、彼はふとしたきっかけで銃を手にする。その銃に“ウェンディ”と名付けた彼は、銃による平和主義を目的に、若者たちと“ダンディーズ”を結成する。

## キャスト
| 俳優                     | 役名           | 吹き替え |
| ------------------------ | -------------- | -------- |
| ジェイミー・ベル         | ディック       |          |
| ビル・プルマン           | クラグスビー   |          |
| マイケル・アンガラノ     | フレディ       | 岡本未来 |
| クリス・オーウェン       | ヒューイ       | 安齋龍太 |
| アリソン・ピル           | スーザン       | 松元惠   |
| マーク・ウェバー         | スティーヴィー |          |
| ダンソ・ゴードン         | セバスチャン   |          |
| ノヴェラ・ネルソン       | クララベル     |          |
| ウィリアム・フットキンス |                |          |
| トマス・ボー・ラーセン   |                |          |

## スタッフ
- 監督：トマス・ヴィンターベア
- 製作：シーセ・グラウム・ヨルゲンセン
- 製作総指揮： ボー・エアハルト、ペーター・ガルデ、ブリギッテ・ハルド、ペーター・オールベック・イェンセン
- 脚本：ラース・フォン・トリアー
- 撮影：アンソニー・ドッド・マントル
- 音楽：ベンジャミン・ウォルフィッシュ